# (5346) 1981 QE3
(5346) 1981 QE3 (1981 QE3, 1970 QJ1, 1981 TO, 1987 UO4, 1989 AY8) — астероїд головного поясу, відкритий 24 серпня 1981 року.
Тіссеранів параметр щодо Юпітера — 3,184.